# Duarte Nuno de Bragança
Duarte Nuno de Bragança, pretendent al tron de Portugal (Castell de Seebenstein (Àustria) 1907 - Monestir de Vila Viçosa 1976).
Nascut al Castell de Seebenstein a Àustria el dia 23 de setembre de 1907 com fill de l'infant Miquel de Bragança, pretendent al tron de Portugal, i de la princesa Maria Teresa de Löwenstein-Wertheim-Rosenberg. Net per via paterna del rei Miquel I de Portugal i de la princesa Adelaida de Löwenstein-Wertheim-Rosenberg.
La família de Duarte Nuno eren els partidaris anomenats miquelistes al tron de Portugal. Els miquelistes eren els partidaris de la descendència del rei Miquel I de Portugal com l'autènticament legítima per governar el país en lloc de la procedent de la reina Maria II de Portugal, neboda de Miquel I.
La família de Duarte Nuno vivia al Castell de Seebenstein a Àustria on l'emperador Francesc Josep I d'Àustria els havia garantit l'extraterritorialitat del castell per tal que els nous prínceps nasquessin en territori portuguès. Foren padrins de Duarte Nuno la infanta Adelgundes de Portugal i l'infant Alfons de Borbó.
L'any 1919 morí l'infant Francesc de Portugal i l'any 1920, l'infant Miquel de Bragança renunciava als seus drets dinàstics per tal de casar-se de forma morganàtica amb una ciutada estatunidenca. Per tal de facilitar la reconciliació entre les dues branques de la casa reial portuguesa, l'infant Miquel de Bragança, pare de Duarte, renuncìà en favor del seu fill als seus drets a la corona.
L'any 1921, Duarte Nuno i la seva padrina i regent, la infanta Adelguna de Portugal, duquessa de Guimaraes, publicaren un manifest per la restauració de la monarquia portuguesa. A partir d'aquest moment, tant Duarte Nuno com el rei Manuel II de Portugal veuen la necessitat d'arribar a un acord que elimini les diferències entre les dues branques de la família Bragança.
El 17 d'abril de 1922 es firmà el Pacte de París en el qual es reconeix el rei Manuel II de Portugal com a únic rei de Portugal i es reconeix el príncep Duarte Nuno com a hereu del rei, ja que aquest no tenia descendència. Amb aquest pacte es permet la unitat dels moviments monàrquics portuguesos.
Amb les morts de l'infant Miquel de Portugal (1927) i del rei Manuel II de Portugal (1932), la gran majoria dels moviments monàrquics portuguesos s'unificaren per donar suport a Duarte Nuno. L'últim acte de reconciliació es produí l'any 1933 quan la reina Amèlia d'Orleans, viuda del rei Carles I de Portugal i mare del rei Manuel II de Portugal, rebé en audiència al duc de Bragança.
Malgrat que foren poques les veus que no donaren suport obertament al duc de Bragança, certs opuscles monàrquics de poca importància, afirmaren no reconèixer a Duarte Nuno com a hereu al tron portuguès, ja que la seva família no havia nascut a Portugal, i en conseqüència havien perdut els drets dinàstics a la corona lusitana. Aquests opuscles afirmaren que l'autèntic hereu de Portugal són els caps de la Casa reial de Saxònia, descendents de la reina Maria II de Portugal.
Duarte Nuno rebé una eduacació portuguesa encàrregada a dues institutrius lusitanes, Maria Luisa Castelo i Maria das Dores de Sousa-Prego. Posteriorment rebé estudis per part del frare Estevão del monestir de Cucujaes. Malgrat tot, rebé formació a les escoles de l'Abadia de Ettal a Baviera i a l'abadia de Clairvaux a França. Posteriorment es llicencià en enginyeria agrònoma per la Universitat de Tolosa de Llenguadoc.
L'any 1929, Duarte Nuno realitzà un viatge secret a Portugal, ja que no podia entrar-hi per la llei d'exili de la família del rei Miquel I de Portugal instaurada l'any 1834.
El 15 d'octubre de 1942 es casà a la Catedral de Petrópolis amb la princesa Maria Francesca d'Orleans-Bragança, filla del príncep Pere d'Alcantara d'Orleans-Bragança i de la comtessa bohèmia Elisabet Dobrzensky von Dobrzenicz. La parella tiangué tres fills:
- Duarte Pius de Bragança, pretendent al tron de Portugal, nat el 1945 a Berna. Es casà a Lisboa amb l'aristòcrata portuguesa Isabel Curvello de Heredia.

- Miquel de Bragança, nat el 1946 a Berna.

- Enric de Bragança, nat el 1949 a Berna.

El casament entre Duarte Nuno i la princesa Maria Francesca aportà legitimat a la candidatura de Duarte Nuno per les múltiples vinculacions històriques entre els Bragança del Brasil i els de Portugal. A més a més, la tradició liberal de la Casa del Brasil contribuí a modernitzar la conservadora imatge de la família de Duarte Nuno.
El 27 de maig de 1950, l'Assemblea Nacional portuguesa anul·là les lleis d'exili de 1834 i de 1910. Malgrat tot, Duarte Nuno no retornà fins a l'any 1952 després d'un important accident automobilístic a Thionville. Des de 1952, Duarte Nuno habità una residència portuguesa que li facilità la Fundació Casa de Bragança.
Malgrat els intents del dictador Antonio de Oliveira Salazar de restaurar la monarquia, finalment preferí mantenir-se com a cap d'estat fins a la seva mort.
L'any 1974, Duarte Nuno cedí la seva residència del Palau de San Marcos a la Universitat de Coïmbra i se'n va anar a viure al Monestir de Vila Viçosa, al sud del país, amb la seva germana, Felipa de Bragança on morí l'any 1976.